# 徐謙 (光緒癸未進士)
徐謙（?—?），直隸省天津府天津縣人，清朝政治人物、進士出身。
光緒九年（1883年），参加癸未科殿試，登進士二甲91名。同年五月，著以主事分部学习。